# Гелњица
Гелњица (слч. Gelnica, мађ. Gölnicbánya) град је у Словачкој, који се налази у оквиру Кошичког краја, где је у саставу округа Гелњица.

## Географија
Гелњица је смештена у источном делу државе. Главни град државе, Братислава, налази се 410 km источно од града.
Рељеф: Гелњица се развила у источном делу планинског венца Татри. Насеље се у уској долини речице Хњиљец, изнад које се издиже планина Словачко Рудогорје. Град је положен на приближно 370 m надморске висине.
Клима: Клима у Гелњици је умерено континентална.
Воде: Гелњица се развила омањој реци Хњиљец, која дели град на већи, западни и мањи, источни део.

## Историја
Људска насеља на овом простору датирају још из праисторије. Насеље под данашњим именом први пут се спомиње почетком 12. века, да би градска права стекло већ 1264. године. Насеље је првобитно било насељено немачким рударима Сасима. Током следећих векова град је био у саставу Угарске.
Крајем 1918. Гелњица је постала део новоосноване Чехословачке. У време комунизма град је нагло индустријализован, па је дошло до наглог повећања становништва. После осамостаљења Словачке град је постао њено општинско средиште, али је дошло до привредних тешкоћа у време транзиције.

## Становништво
| Година:    | 1994. | 2004.   | 2014.   | 2024.   |
| ---------- | ----- | ------- | ------- | ------- |
| Број људи: | 6366  | 6213    | 6163    | 5775    |
| Разлика:   |       | -2,40 % | -0,80 % | -6,29 % |

| Година:    | 2023. | 2024.   |
| ---------- | ----- | ------- |
| Број људи: | 5807  | 5775    |
| Разлика:   |       | -0,55 % |

Данас Гелњица има око 6.200 становника и последњих година број становника стагнира.
Етнички састав: По попису из 2001. састав је следећи:
- Словаци - 95,9%,
- Роми - 1,6%,
- Чеси - 1,0%,
- Немци - 0,8%,
- остали.

Верски састав: По попису из 2001. састав је следећи:
- римокатолици - 72,0%,
- атеисти - 15,9%,
- лутерани - 4,0%,
- гркокатолици - 3,3%,
- остали.

## Галерија
- Главни трг у Гелњици
- Градска кућа Гелњице
- Градски дом културе
- Богородичина црква, средишња градска црква